# Красная Глинка (Нижегородская область)
Кра́сная Гли́нка — сельский посёлок в Бутурлинском районе Нижегородской области. Входит в состав Каменищенского сельсовета.
Посёлок располагается на левом берегу реки Пьяны.